# Gäddtjärnen (Los socken, Hälsingland, 683897-147431)
Gäddtjärnen är en sjö i Ljusdals kommun i Hälsingland och ingår i Ljusnans huvudavrinningsområde.